# 花束と水葬
『花束と水葬』（はなたばとすいそう）は、ハチのオリジナルアルバム。2010年2月7日に自主制作で発売され、2010年4月6日に同人で発売された。そして、2013年10月23日にBounDEE by SSNWから復刻リイシューとして全国で流通し再リリースされた。

## 概要
- ジャケット、盤面などのイラストは全て本人が手掛けている。
- 自主制作盤はCD+4pのブックレットが封入。対して復刻リイシュー版には自主制作盤のCD+4pのブックレットに加え、12pの歌詞カードが追加されている。また、自主制作盤は歌詞カードが無かったため、全曲の歌詞が本人の公式ブログで公開されたが、現在は全て削除されている。
- ボーカルは全て音声合成ソフト「初音ミク」を使用している。ただし、Ghost Mansionの一部にはハチ本人の声が収録されている。
- 2020年8月5日、米津玄師の全楽曲のサブスクリプション解禁に伴い、各定額制音楽配信サービスにて配信が開始された[2]。

## 収録曲
自主制作盤と復刻リイシュー盤の収録音源は全く同じである。
| 全作詞・作曲: ハチ。 |                           |       |            |      |
| #                    | タイトル                  | 作詞  | 作曲・編曲 | 時間 |
| 1.                   | 「Persona Alice」         | ハチ  | ハチ       | 5:37 |
| 2.                   | 「WORLD'S END UMBRELLA」  | ハチ  | ハチ       | 5:29 |
| 3.                   | 「Mrs.Pumpkinの滑稽な夢」 | ハチ  | ハチ       | 4:19 |
| 4.                   | 「バウムクーヘン」        | ハチ  | ハチ       | 3:33 |
| 5.                   | 「clock lock works」      | ハチ  | ハチ       | 4:26 |
| 6.                   | 「Ghost Mansion」         | ハチ  | ハチ       | 2:45 |
| 7.                   | 「Qualia」                | ハチ  | ハチ       | 6:17 |
| 8.                   | 「恋人のランジェ」        | ハチ  | ハチ       | 6:13 |
| 9.                   | 「花束と水葬」            | ハチ  | ハチ       | 5:26 |
| 合計時間:            | 合計時間:                 | 44:02 |            |      |